# Deceangli

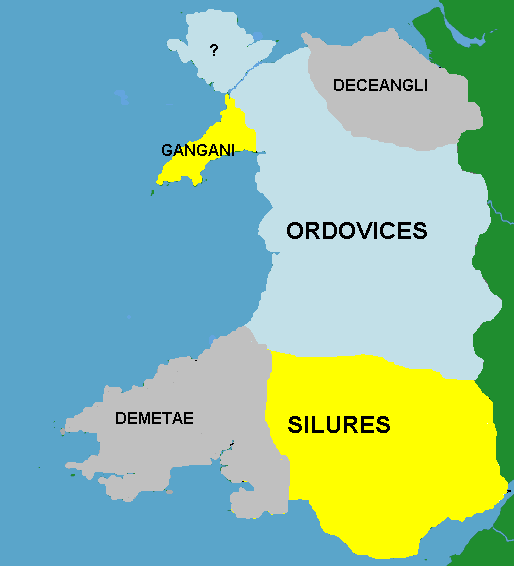
Stämme in Wales vor der römischen Invasion. Grenzen sind mutmaßlich.

Die Deceangli oder auch Deceangi waren einer der keltischen Stämme in Britannien vor der Invasion durch die Römer. Der Stamm lebte im Nordosten von Wales, wobei es nicht gesichert ist, ob sich sein Gebiet nur auf die heutigen Grafschaften Flintshire und Denbighshire beschränkte oder auch westlich darüber hinausging.
Die Stämme in Wales wurden vom Legaten Publius Ostorius Scapula angegriffen, der die Deceangli etwa 48 n. Chr. attackierte. Offensichtlich haben sie sich beinahe widerstandslos ergeben, im Gegensatz zu den Silurern und Ordovicern, die sich den Römern lange und erbittert widersetzten. Es ist keine römische Stadt in dem Stammesterritorium bekannt. Allerdings lag das Fort „Canovium“ (Caerhun) in ihren Landen, das auch eine zivile Besiedlung ringsherum gehabt haben könnte.